# ۱۰۰ دلو
۱۰۰ دلو یک ستاره است که در صورت فلکی دلو قرار دارد.